# Theta1 Orionis C
Theta1 Orionis C (θ1 Orionis C, θ1 Ori C, auch 41 Ori C) ist ein Mehrfachsternsystem und der hellste Stern des Trapez im Orionnebel. Seine Bestandteile C1 und C2 haben von der Erde aus gesehen einen Winkelabstand von 0"04, d. h. von 4 Hundertstel einer Winkelsekunde. C3 umrundet C1 sogar in weit geringerer Distanz.

## Eigenschaften
Theta1 Orionis C1 ist ein Blauer Riese (34 Sonnenmassen) der Hauptreihe, der die Charakteristika der Spektralklasse O zeigt. Seine Oberflächentemperatur ist mit 45.000 K extrem hoch. Die geschätzte absolute Helligkeit im sichtbaren Licht ist −3,2. Er ist damit einer der hellsten bekannten Sterne. Wegen der recht großen Entfernung von ca. 1300 Lichtjahren liegt die scheinbare Helligkeit aber nur bei einer Magnitude von 5,1.
Theta1 Orionis C1 produziert den größten Teil der Ultraviolettstrahlung, die den Orionnebel ionisiert und so auch dessen Leuchten hervorruft. Zudem produziert er einen Sternwind, der etwa 100.000-mal stärker ist als der der Sonne. Die Teilchen des Sternwindes bewegen sich mit 1.000 km/s fort. Theta1 Orionis C1 ist weiterhin eine variable Röntgenquelle. Auch eine von dessen Sternenwind erzeugte Millionen Grad heiße Plasmablase erzeugt Röntgenstrahlung.
Theta1 Orionis C1 hat 2 weitere Begleiter. Theta1 Orionis C2 mit Spektralklasse O9.5 hat etwa 12 Sonnenmassen und befindet sich etwa 18 AE entfernt. Ein weiterer Begleiter C3 umrundet die große Komponente C1 in einem engen Abstand von lediglich etwa 0,4 AE.
Komponente C1 wird vermutlich in wenigen Millionen Jahren als Supernova explodieren.

## Stern im Trapez
Der Orionnebel expandiert aufgrund des Sternenwindes. Diverse maximale Expansionsgeschwindigkeiten relativ zu den Trapezsternen konnten bereits ab den späten 1950er Jahren anhand von Emissionslinien verschiedener Ionen sowie der 21-cm-Radioemission neutralen Wasserstoffs gemessen werden.
Die Sterne des Trapez werden mit bloßem Auge insgesamt als ein einziger Stern wahrgenommen (Theta1 Orionis). Das meiste Licht von Theta1 Orionis stammt jedoch von dessen Komponente C. Es kann daher gesagt werden, dass Theta1 Orionis C1 die höchste Oberflächentemperatur von allen mit bloßem Auge sichtbaren Sternen hat.

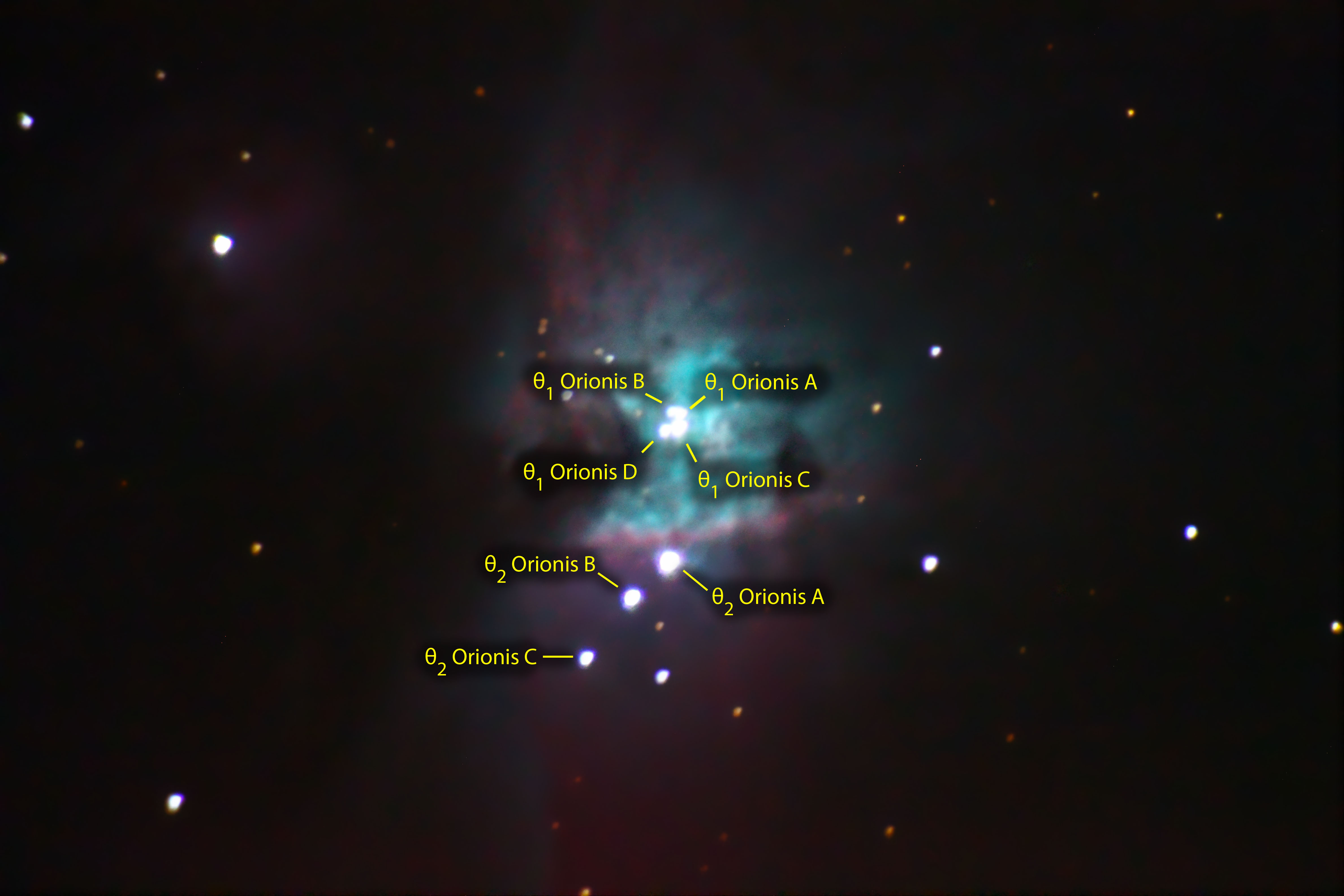
Alle Sterne des Trapez mit Benennung
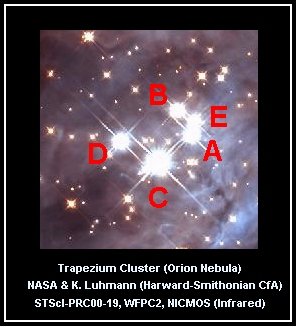
Ein weiteres Bild der Sterne von Theta1 Orionis inkl. Theta1 Orionis C